# Blutwurst

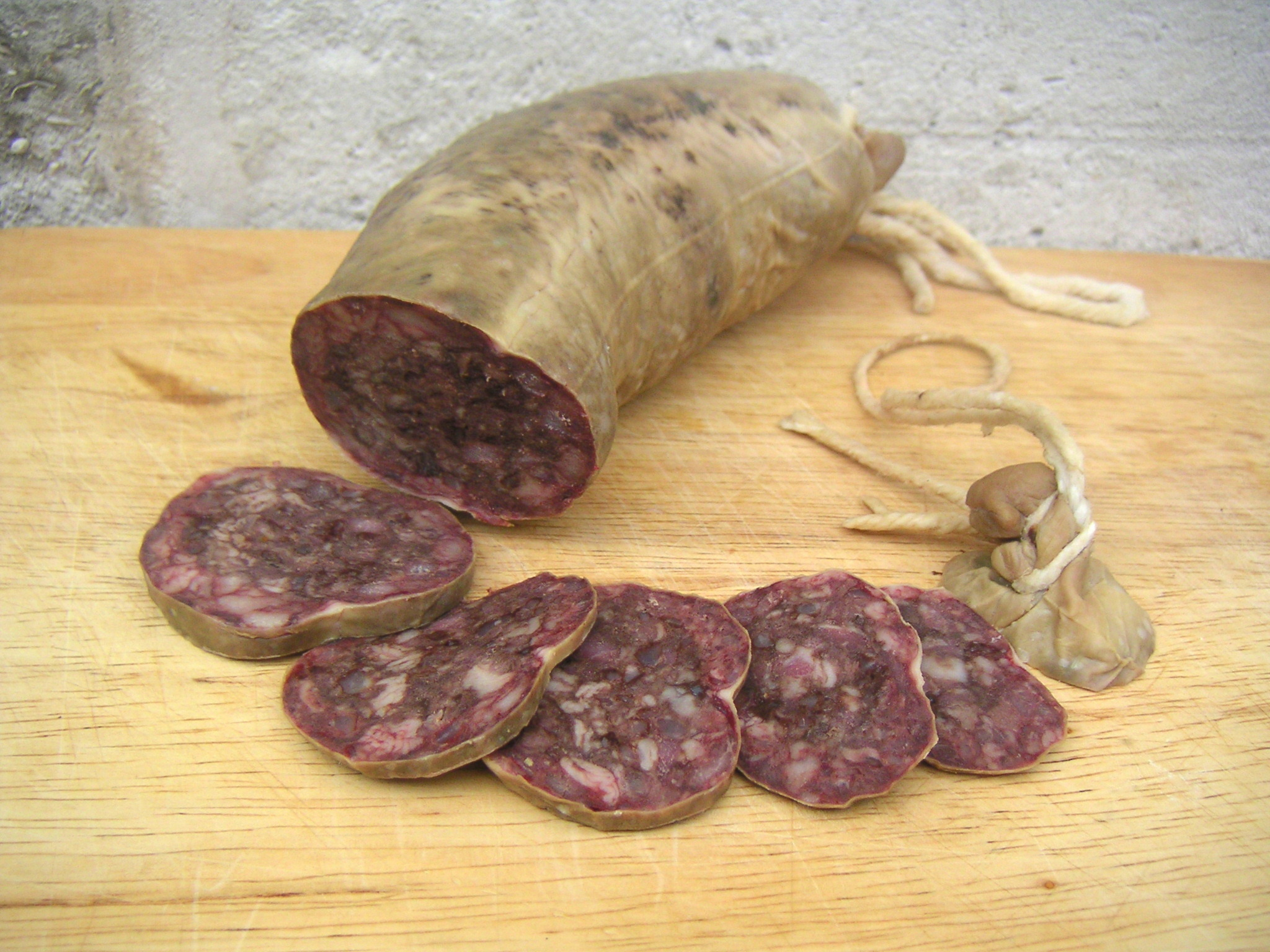
Katalanische Botifarra

Blutwurst (auch Rotwurst, Schwarzwurst oder Blunze) ist eine Kochwurst aus Schweineblut, Speck, Schwarte, Schweinefleisch und Gewürzen (Salz, Pfeffer, Majoran, Thymian, Piment und Ingwer). Sie zeichnet sich dadurch aus, dass sie im erkalteten Zustand schnittfähig ist, was auf den Anteil an koaguliertem Bluteiweiß und/oder die erstarrte Gallertmasse des Blutbreis zurückzuführen ist.

## Herstellung

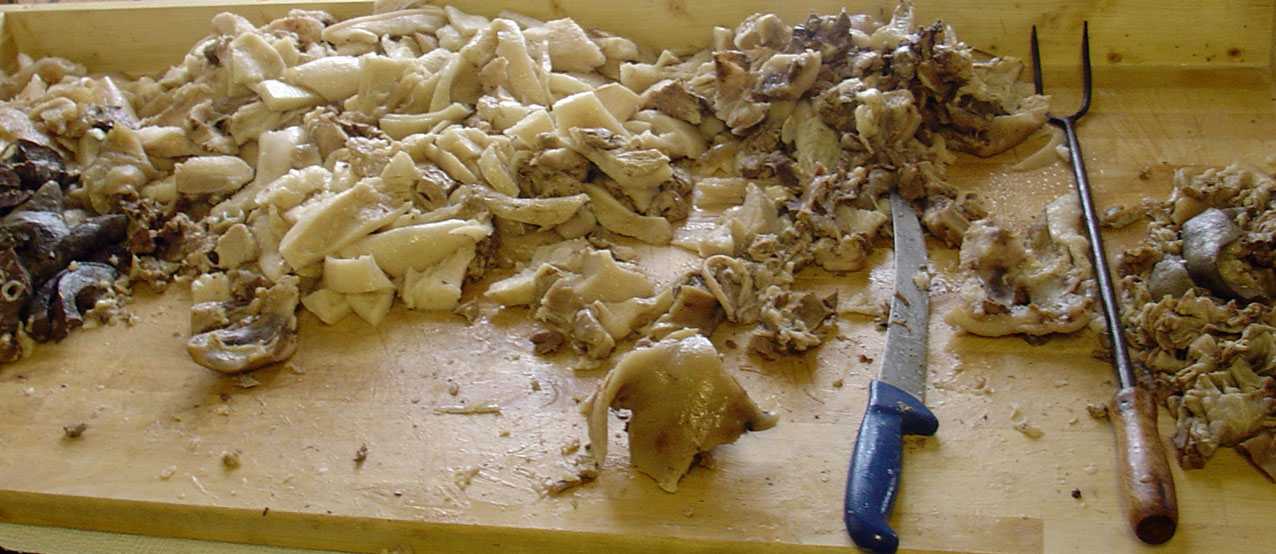
Gekochte und grob zerkleinerte Schweineschwarte bei einer Hausschlachtung

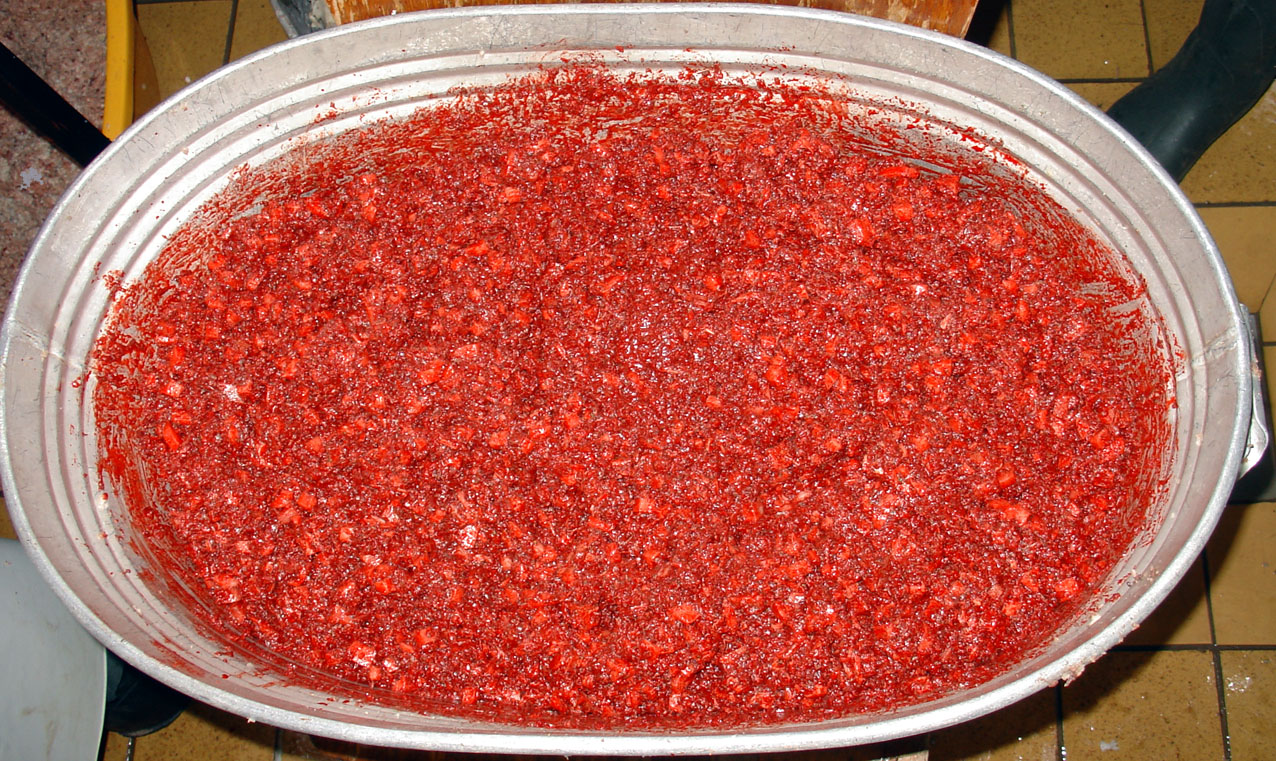
Die fertige Blutwurstmasse

Blutwurst ist ein traditionelles Rezept der Wurstherstellung, weil dabei das bei der Schlachtung gewonnene Blut zur Lebensmittelherstellung verwendet werden kann. In der modernen Schlachtverarbeitung ist Blut jedoch ein Nebenprodukt und wird nur noch in geringem Umfang (und meist gepökelt) zur Wurstherstellung verwendet. Prinzipiell unterscheidet man verschiedene Grundmassen bei der Herstellung von Blutwurst:
- Zur Vorbereitung gart man Schwarten meist durch Kochen in Wasser oder Brühe. Nach dem Abkühlen kuttert oder wolft man diese zusammen mit Zwiebeln und vermengt sie anschließend mit dem Blut zu einem feinkörnigen Brei. Zum Abschluss würzt man die Masse und füllt sie in Wursthüllen oder Kunstdärme. Bei der Zubereitung gart man die Würste in kochendem Wasser oder Wasserdampf. Nach dem Abkühlen werden sie teilweise kalt geräuchert. Alternativ erfolgt die Abfüllung in Konservendosen oder -gläser. Bei der Hausschlachtung oder dem sofortigen Verzehr werden auch andere Behälter aus Keramik oder Porzellan verwendet. Deswegen wird die Wurst dann jedoch im Wasserbad gegart und nicht gekocht.
- Eine verbreitete Variante besteht in der Zugabe von Speck, der ebenfalls wie die Schwarte vorgegart wurde. Er wird jedoch vor dem Kochen in kleine Würfel geschnitten und diese werden anschließend blanchiert, damit sie Form und Konsistenz behalten. Die Speckwürfel werden vor dem Würzen in den Brei gegeben, damit man sie später in der Wurst als Einlage klar erkennen kann. Die sonstige Zubereitung ist identisch.
- Das Material für Blutwürstchen weist aufgrund des geringen Kalibers 28/32 eine feinere Körnung von maximal 1 cm Größe auf.[3]

Bei einigen Blutwurstsorten werden teilweise vorgegarte Fleischteile hinzugefügt:
- Geschlinge/Innereien: Lunge bzw. Lungenfleisch, Herz, Zunge, Kehlkopf und Schlund, Leber ohne Gallengänge und Sehnen, gewässerter Magen
- Fleisch (z. B. Filet, Schweinskopf, Schweinemaske) und fein zerkleinerte Sehnen
- Schlachtfett

Weitere Zutaten können sein:
- Früchte und Gemüse: Spinat, Knoblauch, Äpfel, Kastanie, Rosinen
- Milch, Eier, Spirituosen, Brot bzw. Paniermehl.

## Verwendung

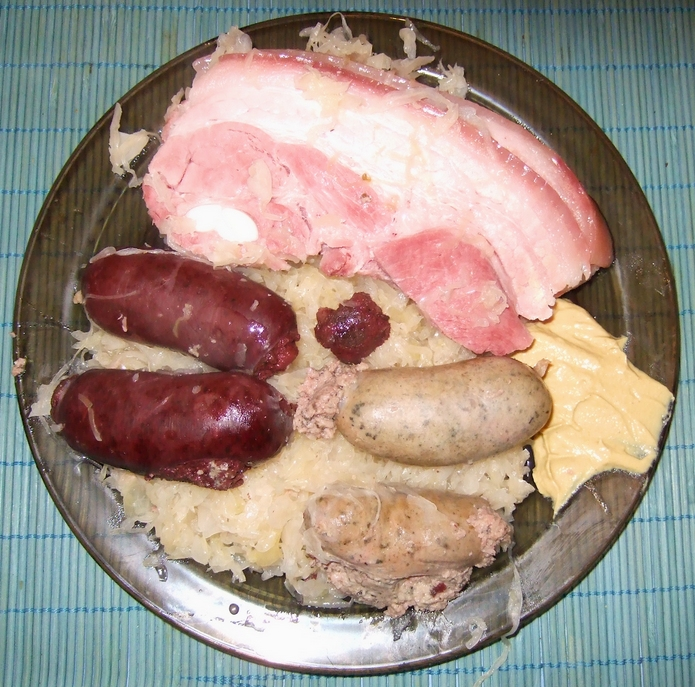
Zubereitete Schlachtplatte mit Bauchfleisch, Blut- und Leberwurst, Sauerkraut und Senf

Als Blutwurst gehört die Wurst zu vielen Landesküchen und der internationalen Küche. Die beiden Hauptverwendungen sind:
- im Ganzen erwärmt oder gebraten, mit Sauerkraut und Kartoffelpüree oder Kartoffelschmarrn (in Österreich)
- kalt angerichtet als Imbiss, Zwischenmahlzeit oder Bestandteil Rustikaler Platten.

Daneben gibt es Zubereitungsarten, die einheitlich festgelegt sind:
- Flämische Art: mit gebratenen Apfelwürfeln
- Lyoner Art: mit gebratenen Zwiebelscheiben
- Polnische Art: die Wurstmasse wird ohne Darm aufgebraten (Lose Wurst) und mit eingeweichtem Brot und Rosinen vermischt. Typisch ist die Würzung mit Zucker, Majoran und Thymian

Je nach Region gehört Blutwurst im Ganzen gebraten zu den Gerichten Himmel und Erde, ein Gericht aus dem erwärmten Inhalt der Wurst wird als Topfwurst, Lose Wurst oder Tote Oma bezeichnet.
Als Wurst, die nach einer kurzen Herstellungsphase bereits verzehrfertig ist, gehört die Blutwurst neben Leberwurst und gekochtem Schweinefleisch zur Schlachtplatte.
In Österreich sind Blunzengröstl, ein Gericht mit Bratkartoffeln, verbreitet. Blutwurststrudel gehört sowohl zur österreichischen Küche als auch zu einigen deutschen Regionalküchen.

## Varianten

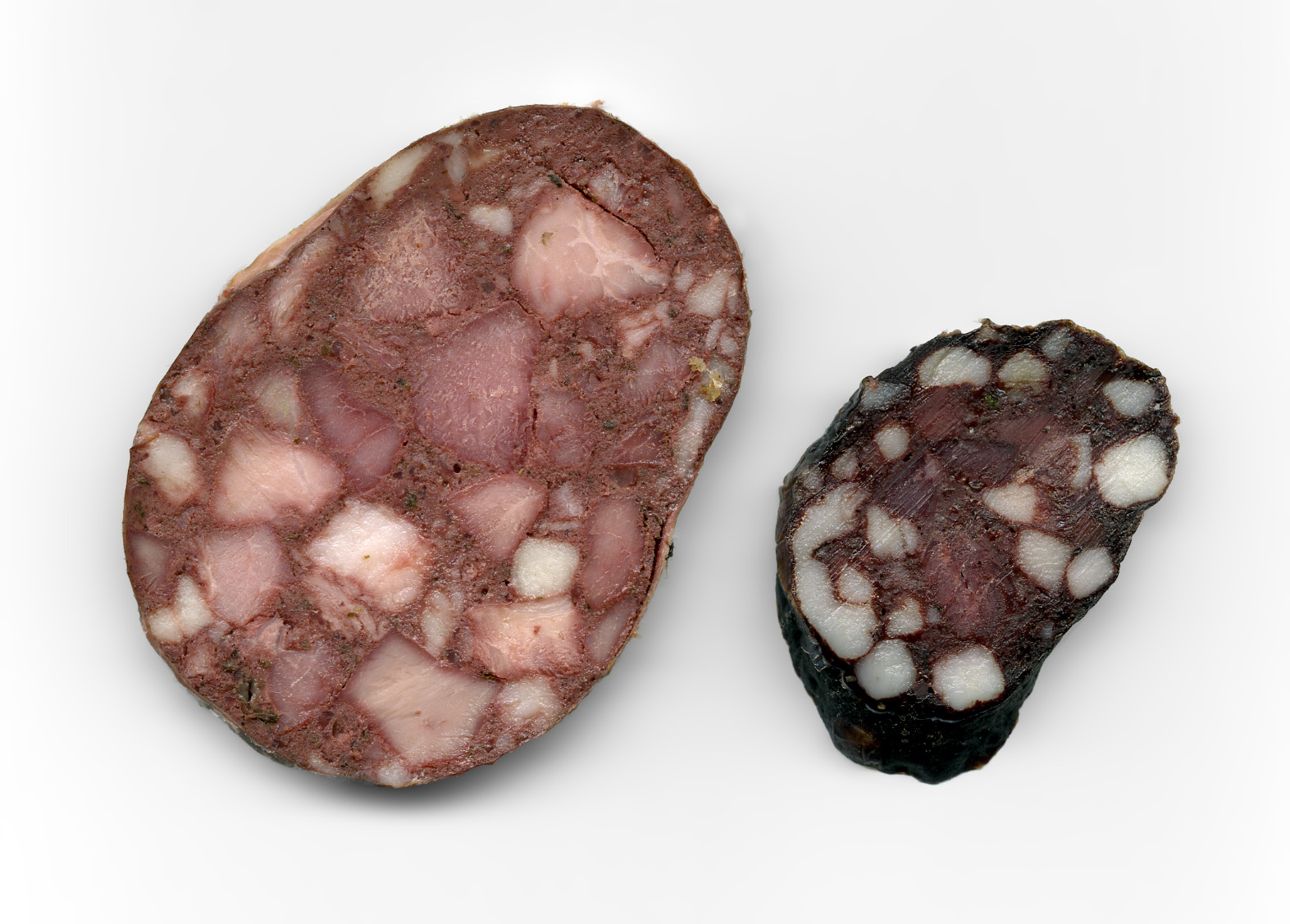
Geräucherte frische Blutwurst mit Fleisch, rechts getrocknete Blutwurst mit Speck

### Deutschland
In Deutschland gibt es viele unterschiedliche Blutwurstsorten. Einige davon werden durch die Leitsätze des Deutschen Lebensmittelbuchs für Fleisch und Fleischwaren näher definiert oder sind innerhalb des Fleischerhandwerks standardisiert.

#### Deutsches Lebensmittelbuch
Bei Sorten mit hervorhebenden Bezeichnungen ist ein Mindestanteil von 35 % entsehntem Muskelfleisch vorgeschrieben, es kann meist ein Anteil zerkleinerter Leber enthalten sein.
- Blutwurst mit fett- und sehnenarmem Schweinefleisch: Filet-Rotwurst, Böhmische Rotwurst, Schlegelwurst, Blutwurst mit Einlage
  - Blutwurst zusätzlich mit fett- und sehnenreichem Schweinefleisch: Gutsrotwurst, Gutsfleischwurst, Fleischrotwurst, Thüringer Fleischrotwurst, Berliner Fleischwurst, Pariser Blutwurst, Fleischmagen, Fleischblutmagen
    - Blutwurst zusätzlich mit Schweinemasken: Fränkischer Rotgelegter, Würzburger Rotgelegter
    - Blutwurst zusätzlich mit Speck: Thüringer Blutwurst, Schlesische Blutwurst, Dresdner Blutwurst
- Blutwurst mit fett- und sehnenreichem Schweinefleisch und Speck: Rotwurst, Calenberger Rotwurst, Bauernrotwurst, Hausmacher Rotwurst, Landrotwurst
  - Blutwurst zusätzlich mit Schweinemasken und Schweineherz: Roter Schwartenmagen, Blutpresssack, Blutpresskopf, Roter Presskopf, Roter Presssack, Schwarzer Presssack, Presswurst, Berliner Presswurst
  - Blutwurst zusätzlich mit Fettgewebe und verschiedenen Innereien: Mengwurst, Mischwurst
- Blutwurst mit Speck, Schwarte, Schweinemaske: Blutwurst, Rheinische Blutwurst, Sächsische Blutwurst, Bauernblutwurst, Landblutwurst, Speckwurst, Frische Speckblutwurst, Touristenwurst, Griebenwurst, Pfefferwurst, Blunzen, Plunzen, Flönz, Schwarzwurst. Wird das Fleisch nicht nur gewürfelt, sondern feiner gewolft oder gekuttert, nennt man sie Hausmacher Blutwurst. Wenn der Blutanteil in der Wurst überwiegt, bezeichnet man sie als Frische Blutwurst, die zum Verzehr als Imbiss oder Mahlzeit geeignet ist.
- Blutwurst mit Zunge: Zungenrotwurst, Zungenblutwurst, Zungenwurst, Berliner Zungenwurst, Zungenpastete
- Blutwurst mit Leber: Delikatess-Rotwurst, Thüringer Blutwurst 1 a, Leberrotwurst, Schinkenrotwurst
- Blutwurst mit Nährmitteln, siehe Kochwurst mit Nährmitteln. Hierbei werden meist auch Speck, Schwarte und Maske verwendet, jedoch zusätzlich Nährmittel wie Graupen, Roggen oder Lebensmittel daraus wie Brot oder Paniermehl hinzugegeben.

#### Wurstsorten im Handel
Viele Wurstsorten haben standardisierte Rezepte, die sich im Fleischerhandwerk herausgebildet haben. Die Namen weisen meist auf wesentliche Zutaten und das (vermeintliche) Ursprungsgebiet hin.
- Blutbregenwurst: Grundmasse 1*, Schweinehirn (Bregen), Schweinefleisch, Schweineherz, Schweinelunge; nach dem Kochen gepresst, kalt geräuchert; in Schweinemagen oder Kunstdärmen mit 75/50 mm Kaliber abgefüllt
- Blutpresskopf: Grundmasse 1*, Schweinefleisch, Schwarten; nicht geräuchert; in Kunstdärmen mit 120/50 mm Kaliber abgefüllt
- Blutpresssack: Grundmasse 1*, in Streifen geschnittener Schweinekopf, Schweinebacken und Schweinebauch mit Schwarte; nicht geräuchert; in Schweinemägen abgefüllt
- Breite Blutwurst: Grundmasse 2*, nicht geräuchert; in Schweinemägen abgefüllt
- Fleischrotwurst: Grundmasse 1*, Aufschnitt-Grundbrät, Schweinefleisch, Schweinebacken, Leber; nicht geräuchert; Schweinekappen
- Griebenblutwurst: Grundmasse 1*, Schmalzgrieben, Schweinefleisch; kalt geräuchert; in mittlere Rinderkranzdärme abgefüllt
- Gutsfleischwurst: Grundmasse 2*, Schweinefleisch, Schweineleber, Aufschnitt-Grundbrät; nicht geräuchert; in Kunstdärmen mit 90/50 mm Kaliber abgefüllt
- Hausmacher Blutwurst: Grundmasse 2*; kalt geräuchert; in mittlere Kranzdärme abgefüllt
- Lungenblutwurst: Grundmasse 2* und Schweinelunge; kalt geräuchert; mittlere Kranzdärme
- Presswurst: Grundmasse 2*, Rindfleisch, Rinderherz; nicht geräuchert, nach dem Kochen wird die Wurst gepresst; in Kunstdärmen mit 120/50 mm Kaliber abgefüllt
- Roter Presskopf: Grundmasse 1*, Schweinefleisch, Schwarten; nicht geräuchert; in Kunstdärmen mit 120/50 mm Kaliber abgefüllt
- Rotwurst: Grundmasse 1*, Schweinekopf, Aufschnitt-Grundbrät; nicht geräuchert; in Kunstdärmen mit 90/50 mm Kaliber abgefüllt
- Zungenblutwurst: Grundmasse 2*, Schweinezungen; nicht geräuchert; in Schweinekappen oder Kunstdärmen mit 120/50 mm Kaliber abgefüllt
  - Filet-Blutwurst: Verwendung von Schweinefilet statt Schweinezunge
- Berliner Blutwurst mit Schrippe: Schweinekopf, Schweinelunge und Schrippen (eine lokale Brötchenvariante); nicht geräuchert; Portionswurst zu 100 g oder als Wurstring
- Berliner Fleischwurst: Grundmasse 2*, Schweinefleisch, Schweinebauch, Leber; nicht geräuchert; in Schweinekrausen abgefüllt
- Berliner Presswurst: Grundmasse 1*, Speck mit Schwarte; nicht geräuchert, nach dem Kochen wird die Wurst gepresst; in Kunstdärmen mit 90/50 mm Kaliber abgefüllt
- Braunschweiger Blutwurst: Grundmasse 1*, Schweinekopf, Schweinebacke, Wamme, Lunge, Leber; nicht geräuchert; in mittelweiten Schweinekrause
  - Braunschweiger Dauerblutwurst: zusätzlich kalt geräuchert; in engen Rinderbutten
- Dresdner Fleischwurst: Grundmasse 2*, Schweinefleisch, Schweinekopf, Schweineherz, Schweinenieren; nicht geräuchert; in Schweinemägen abgefüllt
  - Dresdner Blutwurst: dieselbe Zubereitung, in Schweinekrausen abgefüllt
- Frankfurter Blutwurst: Grundmasse 2*; nicht geräuchert; in Kunstdärmen mit 60/50 mm Kaliber abgefüllt
- Hamburger Grützblutwurst: siehe Holsteiner Grützwurst
- Nürnberger Blutpresssack (auch Nürnberger Bratwurst-Pressack): Grundmasse für Blutpresssack*; gefüllt mit ganzen Nürnberger Bratwürsten; im Rouladenkasten (Pastetenform) gegart
- Bayerischer Blutpresssack: Synonym für Blutpresssack
- Bayerische Bierblutwurst: Grundmasse 2*, Schweinelunge; nicht geräuchert; in dünne Schweinedärme mit Stückgewicht 60–80 g abgefüllt (ohne Bier, Herleitung des Namens „zum“ Bier als Imbiss bzw. Mahlzeit bestimmt)
- Fränkische Bauernblutwurst: Grundmasse 2 und Kuhmilch; kalt geräuchert; in mittlere Schweinedärme mit Stückgewicht 150–200 g abgefüllt
- Fränkische Griebenwurst: wie Blutpresssack, jedoch Einlage gewürfelt und in Mitteldärme mit 60/65 mm Kaliber abgefüllt
- Fränkische Speckwurst: wie Berliner Presswurst, jedoch kalt geräuchert und in mittlere Kranzdärme abgefüllt
- Holsteiner Grützblutwurst: Schweinekopf, Schweinelunge, Schweinemilz, Kesselfett, Hafer-Grütze; nicht geräuchert; in mittleren Rinderkranzdärmen ringförmig abgefüllt oder in dünnen Schweinedärmen zu Würstchen gedreht
- Italienische Blutwurst: Schweinebauch und italienischer Rotwein; nicht geräuchert; in große Mitteldärme abgefüllt (typischerweise ohne Zugabe von Schwarten)
- Lausitzer Grützblutwurst: siehe Schlesische Grützwurst
- Norddeutsche Blutwurst: Grundmasse 1*; nicht geräuchert; in großen Mitteldärmen abgefüllt
- Norddeutsche Presswurst: wie Süddeutsche Presswurst, jedoch wird die Einlage gröber gewürfelt
- Oberfränkische Speckwurst: wie Hausmacher Blutwurst, zusätzlich mit Kümmel gewürzt
- Oberländer Pressblutwurst: siehe Zungenblutwurst
- Oberländer Blutwurst: Grundmasse 1*, Schweine- und Kalbfleisch mit höherem Sehnenanteil; leicht kalt angeräuchert; in mittelgroßen Mitteldärmen abgefüllt
- Oecher Puttes
- Rheinische Speckwurst: wie Berliner Presswurst, jedoch kleinere Speckwürfel und in mittlere Kranzdärme abgefüllt
- Sächsische Blutwurst: Grundmasse 2*; kalt geräuchert; in mittleren Kranzdärmen abgefüllt
- Schlesische Blutwurst: Masse wie Rotwurst; wird nach dem Kochen gepresst; in Schweinemägen abgefüllt
- Schlesische Grützwurst: Schweinekopf, Schweinebacken, Schweinelunge, Schweineherz, Schweinenieren, Kesselfett, Hafer- oder Buchweizengrütze; nicht geräuchert; in Kunstdärmen mit 60/50 mm Kaliber abgefüllt
- Süddeutsche Presswurst: Grundmasse 1*, Schweinefleisch, Schweinebacken; nicht geräuchert; in Schweinekappen
- Thüringer Fleischrotwurst: siehe Fleischrotwurst
- 1* und 2*: für Grundmassen siehe Abschnitt Herstellung.

#### Rezepturstufen im Handwerk
Je nach Qualität der Rohstoffe unterscheidet man drei Rezepturstufen:
- Spitzen-Rezeptur: Die Würste enthalten überwiegend sehnenarmes Fleisch und entschwarteten Speck sowie die erforderliche Blut-Schwarten-Masse, jedoch nicht Brätwürfel und Innereien, mit Ausnahme von Leber. Zungenwurst enthält neben entschwartetem Speck als Einlage nur Zunge. Werden Filetstücke als Einlage verwendet, so wird diese Wurst als Filetwurst bezeichnet.
- Mittlere Rezeptur: Die Würste enthalten Fleisch wie gewachsen oder entschwarteten Speck oder beides sowie Blut-Schwarten-Masse, fein zerkleinerte Innereien, Leber und Herz, auch in Würfelform. Schweineschultern u. Schweinebacken können mit anhaftenden Schwarten verarbeitet werden.
- Einfach-Rezeptur: Die Würste enthalten Fleisch wie gewachsen oder Speck sowie Blut-Schwartenmasse. Brät und Innereien können, auch in Würfelform, verarbeitet werden.

### Deutsche Demokratische Republik
In der DDR wurden Blutwürste zum Beispiel in der TGL 29213/02 als Kochwurst-Art standardisiert. Daneben haben sich viele regionale Rezepte der deutschen Landesküchen erhalten.
- Spitzensorten: Gutsfleischwurst, Zungenwurst, Filetwurst
- Mittlere Sorten: Fleischblutwurst, Schweinekopfblutwurst, Thüringer Rotwurst, Frische Speckblutwurst, Touristenblutwurst
- Einfache Sorten: Hausmacher-Blutwurst, Portionsblutwurst mit Semmel

### Österreich

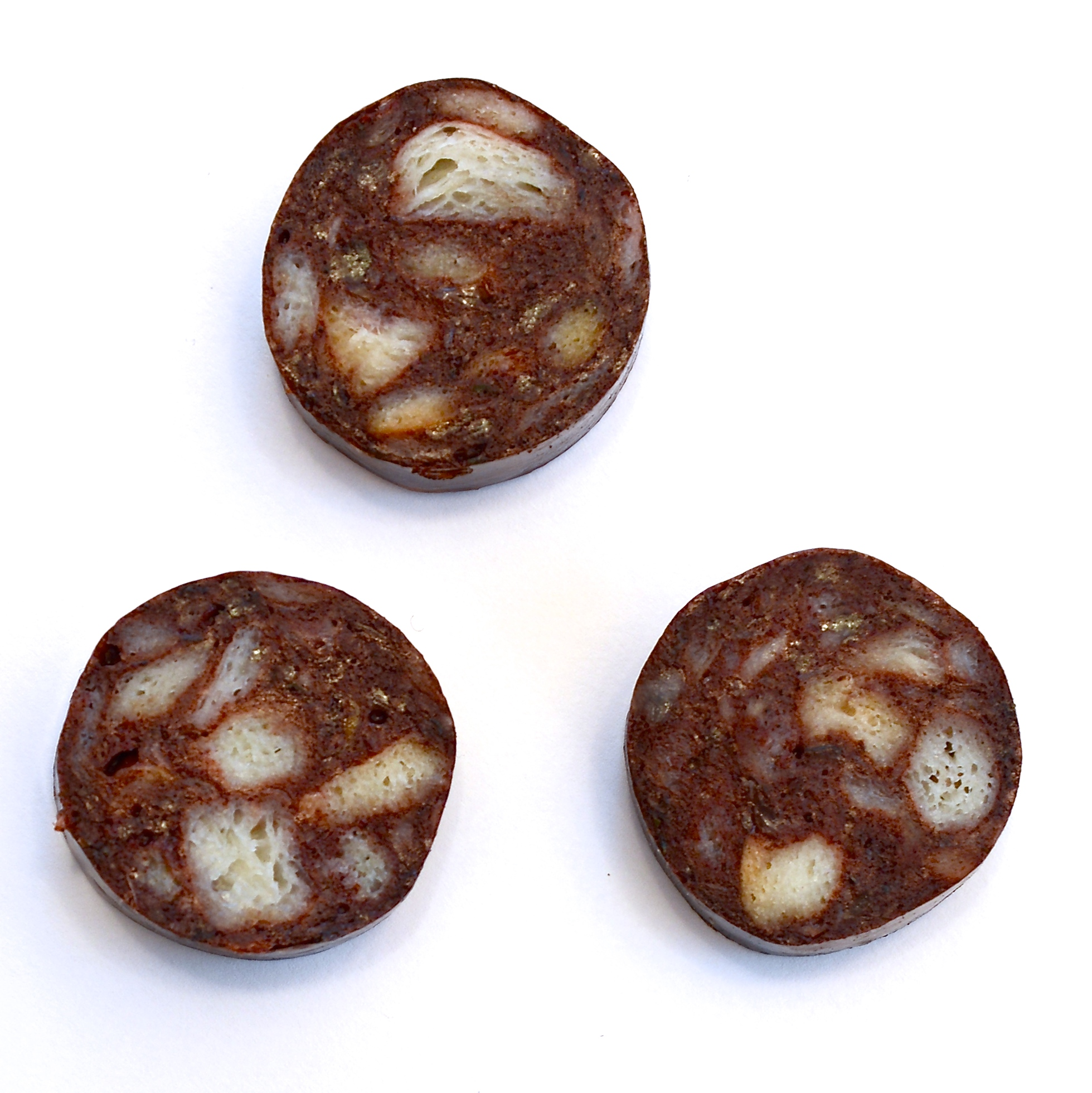
Österreichische Blutwurst (Blunze) mit Semmelwürfeln aus dem Burgenland

Die offizielle Normierung erfolgt durch den Codex Alimentarius Austriacus (auch Österreichisches Lebensmittelbuch). Im Kapitel B 14 werden dort die Vorschriften für Fleisch und Fleischerzeugnisse zusammengefasst. Ein Merkmal der Gliederung besteht darin, dass die Kochwurstsorten nach anderen Merkmalen zusammengefasst werden. Der Anteil von Blut bzw. der Austausch davon gegen Leber wird nur in den Anteilen begrenzt.
- Schnittfeste Blut-, Zungen- und Leberwurst (Kap. B.4.3.2.)[8]
  - Zungenwurst und hervorhebend bezeichnete schnittfeste Blut- oder Leberwurst
  - Rotwurst, Leberpresssack und dgl.
  - Schnittblutwurst und Sächsische
- Bratblutwurst mit Weißbrot (Semmeln) oder gekochten Cerealien (Getreideprodukte) sowie Zwiebel, Gewürzen und Salz hergestellt, Kap. B.4.3.4.)[9]

Die mundartliche Bezeichnung Blunze oder Blunzn, was von mittelhochdeutsch blunsen für 'aufblähen' herrührt, deutet auf die äußere Form der Wurst hin.
Die österreichische Redewendung „blunzn sein“ entspricht dem ebenfalls umgangssprachlichen „wurscht sein“ im Sinne von „egal sein“.

### Schweiz
Die in der Schweiz verbreitete Rahmblutwurst (Boudin à la crème) besteht aus einer fein zerkleinerten Blut-Schwarten-Masse, welcher Rahm (Sahne) zugegeben wird. In der Produktion wird sie nur leicht vorgegart und erst kurz vor dem Verzehr durch längeres Erhitzen in Wasser oder Brühe (max. 90 °C) verzehrfertig. In der Regel wird heute in der Schweiz die Zungenwurst ohne Zunge hergestellt.
Die Berner Zungenwurst ist ein typischer Bestandteil der Berner Platte und seit September 2019 in das Eidgenössische Register der geschützten Ursprungsbezeichnungen (GUB) und geschützten geografischen Angaben (GGA) eingetragen.  Sie soll durch die geschützte geographische Angabe – Herstellung und Bezeichnung begrenzt auf das Territorium des Kantons Bern – besser vor Nachahmungen geschützt werden.
In der Schweiz besteht seit 1968 der Verein zur Förderung des Ansehens der Blut- und Leberwürste (VBL). Vereinsmitglieder treffen sich zu Metzgeten und vergeben jährlich teils humoristische Preise an Personen oder Institutionen, die sich um den Vereinszweck verdient gemacht haben. Ein gleichnamiger Verein existiert auch im niederbayerischen Bad Höhenstadt.

### Trinidad und Tobago
Die trinidianische Blutwurst, Black Pudding genannt, wird traditionell mit Schweineblut hergestellt, heutzutage jedoch oft mit Schweineleber als Ersatz. Die Wurstmasse wird durch Süßkartoffeln und Schweinefett ergänzt, gängige Würzmittel sind u. a. Thymian, Chilis, Knoblauch und Zitronensaft. Die Blutwurst wird traditionell als Beilage zu einem Eintopf auf Basis von Schweinsfuß gereicht.

### Andere Länder und Regionen
- Finnland: Mustamakkara
- Irland: Drisheen
- Spanien: Morcilla, Morcilla de Burgos
- Pommern: Tollatsch
- Großbritannien: Black Pudding
- Tschechien: Jelito (in Darm), prejt (los; in einigen Regionen Südmährens auch „obcházka“ genannt)
- Korea: Sundae
- Norwegen: Henriksen-Pølse

### Spezialitäten
Die Kölsche Flönz ist eine eingetragene Marke der Schutzgemeinschaft Kölner Wurstspezialitäten e. V. Sie ist eine schnittfeste Blutwurstvariante der einfachen Qualität, die in Köln und den östlich und westlich unmittelbar angrenzenden Städten Leverkusen, Bergisch Gladbach, Rösrath, Wesseling, Brühl, Hürth, Frechen und Pulheim hergestellt wird. Zutaten sind Schwarte, Schweinefleisch und Schweinekopf. Die sichtbare Speckeinlage besteht aus Stücken zwischen 5 mm und 10 mm. Der Status als Produkt mit EU-weit geschützter Herkunftsbezeichnung g.g.A. wurde am 29. Juli 2016 registriert.
Als Weiße Blutwurst bezeichnet man eine Kochwurstvariante aus „weißem“ Fleisch (Kalb, Geflügel), fettem Speck, Milch und Eiern.
Der Oecher Puttes ist eine Blutwurstspezialität der Stadt Aachen und ihrem Umkreis. Es handelt sich um eine geräucherte Blutwurst mit sichtbaren Speckstücken, die typischerweise in Kranzdärmen abgefüllt wird. Der Status als Produkt mit EU-weit geschützter Herkunftsbezeichnung g.g.A. wurde am 7. Juli 2016 registriert.